# Feluck

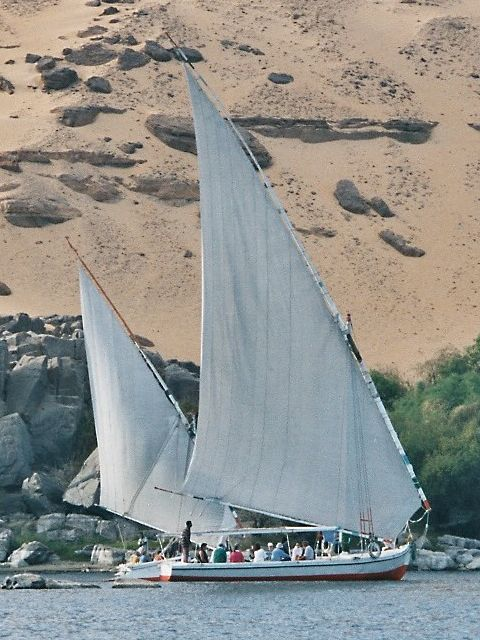
En felucka vid Assuan.

Feluck eller felucka (av italienska felucca, troligen från turkiska fulk, "fartyg") är en traditionell träsegelbåt använd i Röda havet och östra Medelhavet, framför allt längs Nilen. 

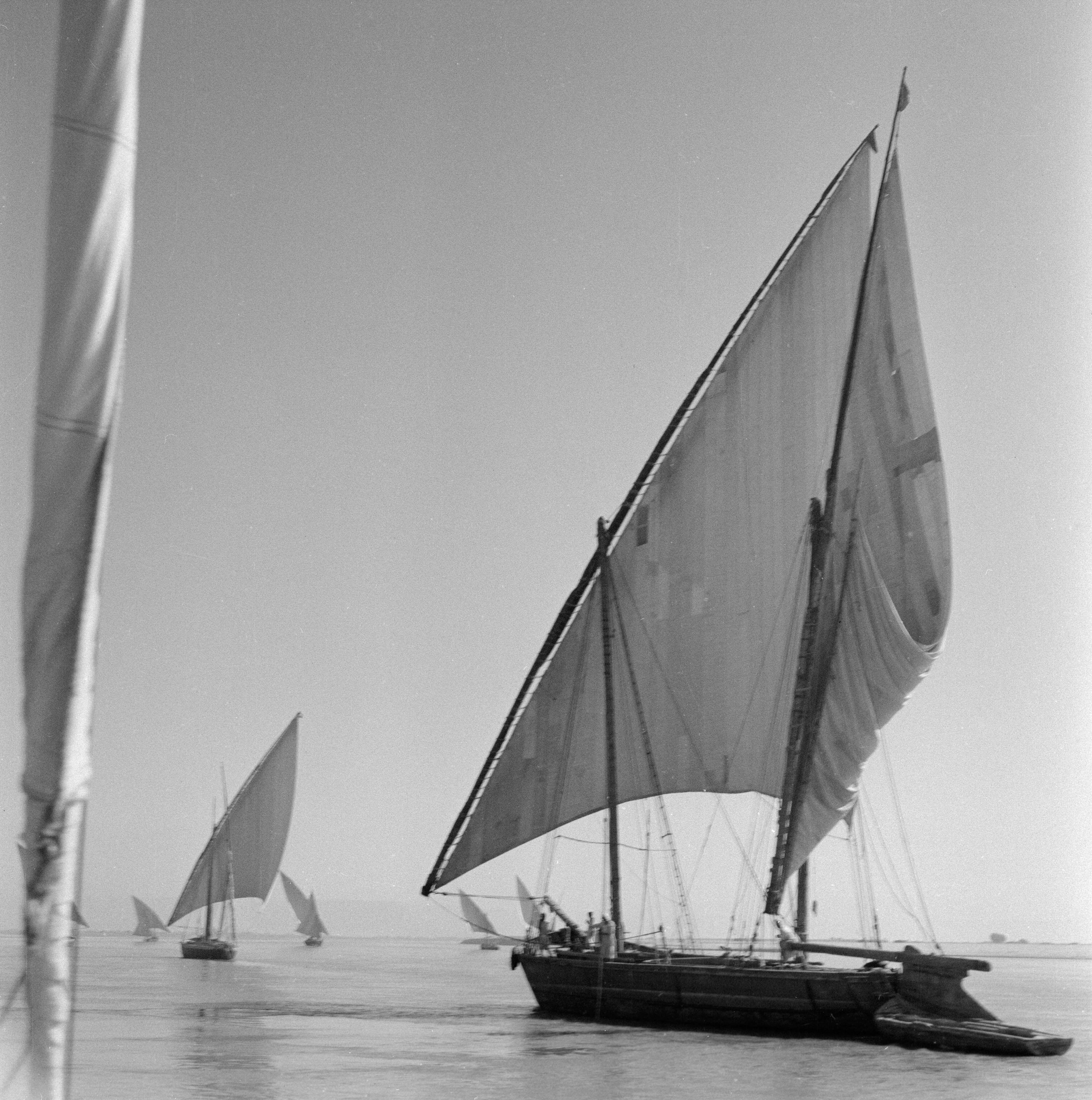
Feluckar på Nilen 1954-55. Bild tagen av författare Göran Schildt som kallade dom "Ajasor".

Feluckar kallas möjligen även ajasor - de fotograferades av författare Göran Schildt på Nilen 1954-55 under hans seglingsresor på medelhavet. 